# Lochmühle (Gemünden)

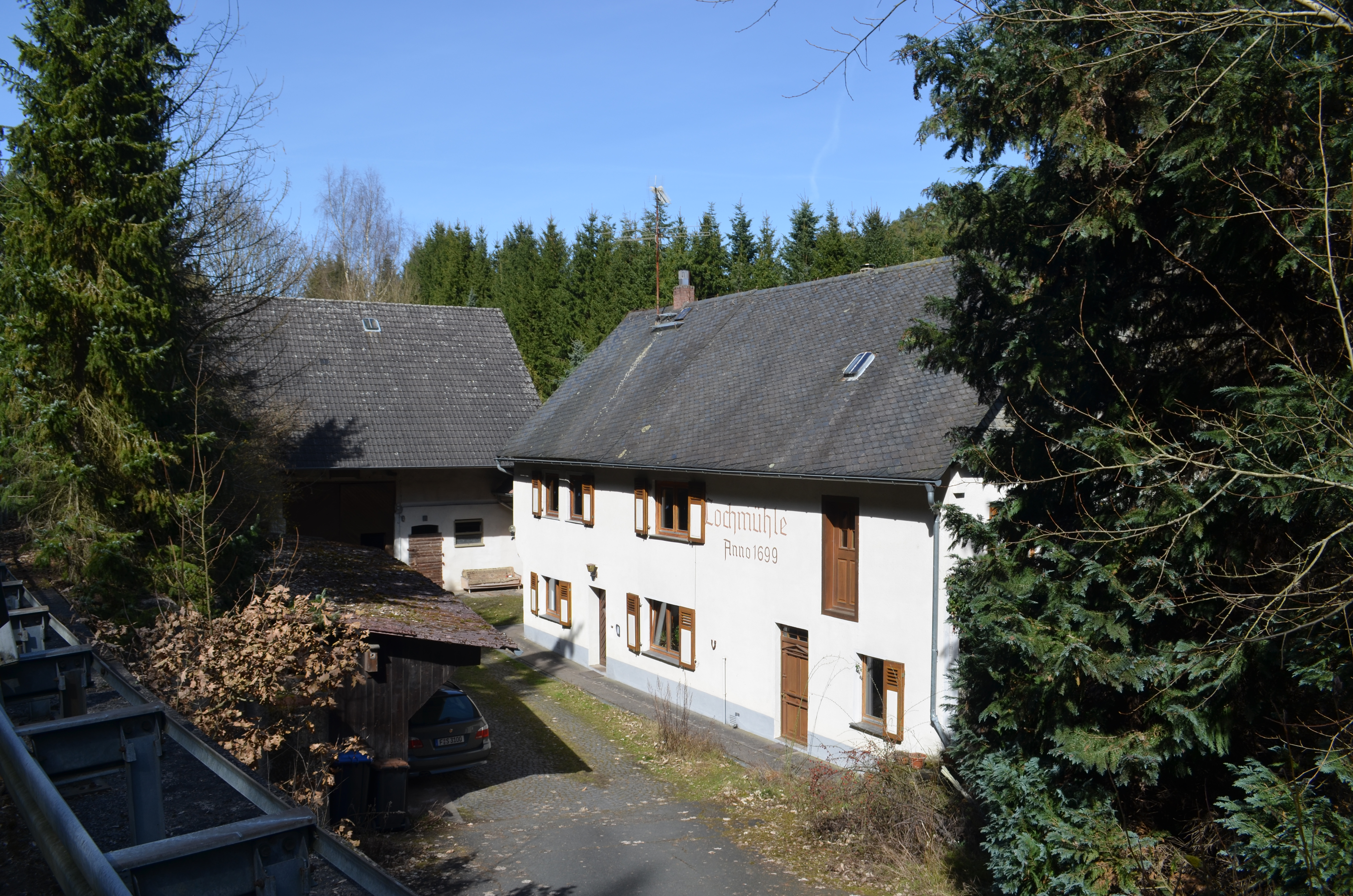
Lochmühle von der Kreisstraße aus

Die Lochmühle in Gemünden im hessischen Hochtaunuskreis ist eine ehemalige Wassermühle und steht unter Denkmalschutz.
Die Lochmühle wurde 1699 gegründet. Der Name wird abgeleitet von den Lochbäumen, die die Grenze der Laukener und der Hundstädter Waldmark kennzeichneten. 1733 wurde die Mahlgerechtigkeit der dann stillgelegten Gemündener Dorfmühle auf die Lochmühle übertragen. 1846 wird sie beschrieben als Mühle im Amt Usingen mit 11 Einwohnern.
Das Mühlenanwesen liegt auf halbem Weg zwischen Gemünden und dem Weiltal in der Gemarkung „In der Lochwiese“ zwischen dem Laubach, der die Mühle antrieb, und der Kreisstraße 739. Es handelt sich um mehrere verputzte Fachwerkgebäude auf hohen massiven Grundmauern. Das Mahlwerk aus dem 19. Jahrhundert ist erhalten und funktionstüchtig. Auch der Mühlgraben ist erhalten.
Weiter flussabwärts befindet sich die Etzauer Mühle.